# Браво (футбольный клуб)
«НК Браво» (словен. Nogometni Klub Bravo) — словенский футбольный клуб из столицы страны Любляны.На данный момент выступает в Первой Лиге.

## История клуба
Клуб «Браво» был образован в начале 2006 года. С этого момента команда принимала участие в турнирах низших футбольных лиг чемпионата Словении, в так называемой Словенской межобщинной лиге, а как представитель столичного региона, в центральной зоне дивизиона «Любляна».
В 2010 году клуб начал сотрудничать с другой столичной командой «Интерблок», именитым и титулованным футбольным клубом словенского первенства, двукратным обладателем кубка Словении в сезонах 2007/08 и 2008/09, а также победителем Суперкубка страны в 2008 году. Поскольку на тот момент «Интерблок», как и «Браво», выступал в системе региональных лиг чемпионата Словении, в сезоне следующего года было решено объединить основные составы обеих команд и под единым названием «Браво Публикум» продолжить выступление в дивизионе зоны «Любляна». В феврале 2012 года владелец клуба «Интерблок», один из богатейших людей Словении Йозе Печечник, покинувший клуб после сезона 2011/12, намеревался объединить молодёжные составы команд под крылом клуба «Браво Публикум», но после резкого возражения родителей игроков отказался от этой идеи. Таким образом, «Браво» и «Интерблок» продолжили самостоятельное выступление в системе региональных футбольных лиг чемпионата Словении как два независимых футбольных клуба. Примечателен факт, что после неудачной попытки объединения клубов «Интерблок» был вынужден выйти из состава участников всех соревнований под эгидой Федерации футбола Словении, возвратившись в чемпионат региональной лиги лишь в сезоне 2015/16.
В 2014 году «Браво» дебютировал в Словенской региональной лиге, четвёртом по значимости дивизионе страны. В своём первом же сезоне в турнире команда стала победителем зоны «Любляна», набрав 51 балл, на десять очков опередив ближайшего преследователя.
В сезоне 2015/16 команду ожидал новый дебют — на сей раз в турнире Третьей словенской лиги (третий дивизион). Команда выступила на удивление скептиков весьма успешно, набрав 58 очков по итогам сезона, всего на один балл уступив первую строчку другому столичному коллективу «Илирия 1911», а вместе с ней шанс получить путёвку во второй дивизион. Утешением для команды мог послужить тот факт, что победитель лиги так и не получил заветного повышения в классе, уступив в плей-офф турнира клубу «Брежице 1919».
Не сумев получить продвижение в своём первом сезоне, задача выхода в дивизион выше была отложена на следующий год. На протяжении всего сезона 2016/17 в третьей лиге «Браво» имел колоссальное преимущество над всеми участниками дивизиона, забив в ворота соперников более сотни мячей, лишь в пяти матчах турнира потеряв очки (три ничьи и два поражения). Итоговое преимущество над второй командой лиги «Илирия 1911» составило пять баллов. Вместе с земляками из другого столичного клуба «Браво» получил продвижение во второй дивизион.
Домашние матчи команда проводит на бывшей арене национальной сборной стадионе «ŽŠD» в Любляне общей вместимостью до 6 000 зрителей.
Сезон 2017/18 «Браво» впервые в своей истории проведёт во Второй словенской лиге, втором по значимости дивизионе чемпионата Словении.

## Достижения клуба
- Финалист Кубка Словении: 2022
- Третья лига
  - Чемпион (1): 2016/17
  - Второе место (1): 2015/16
- Региональная лига
  - Чемпион (1): 2014/15[1]

## Статистика выступлений с 2014 года
| Сезон   | Ранг | Турнир            | Место | И  | В  | Н | П | ГЗ  | ГП | РГ  | Очки | Кубок | Исход |
| ------- | ---- | ----------------- | ----- | -- | -- | - | - | --- | -- | --- | ---- | ----- | ----- |
| 2014/15 | 4    | Региональная лига | 1     | 19 | 16 | 3 | 0 | 84  | 12 | +72 | 51   | -     |       |
| 2015/16 | 3    | Третья лига       | 2     | 26 | 18 | 4 | 4 | 79  | 28 | +51 | 58   | -     |       |
| 2016/17 | 3    | Третья лига       | 1     | 26 | 21 | 3 | 2 | 105 | 19 | +86 | 66   | -     |       |
| 2017/18 | 2    | Вторая лига       | -     | -  | -  | - | - | -   | -  | -   | -    | -     |       |

## Текущий состав
| Номер | Игрок            | Страна                    | Позиция |
| 33    | Ренато Йосипович | Флаг Хорватии             | ВР      |
| 22    | Гал Любей Финк   | Флаг Словении             | ВР      |
| 31    | Матия Орбанич    | Флаг Хорватии             | ВР      |
| 15    | Ваня Дркушич     | Флаг Словении             | ЦЗ      |
| 28    | Гаспер Водеб     | Флаг Словении             | ЦЗ      |
| 19    | Матия Кавчич     | Флаг Словении             | ЛЗ      |
| 20    | Матевж Матко     | Флаг Словении             | ЛЗ      |
| 30    | Алмин Куртович   | Флаг Словении             | ЛЗ      |
| 2     | Жан Тронтель     | Флаг Словении             | ПЗ      |
| 18    | Неманья Якшич    | Флаг Сербии               | ПЗ      |
| 5     | Марк Шпанринг    | Флаг Словении             | ПЗ      |
| 14    | Эрвин Шехич      | Флаг Словении             | ЦП      |
| 8     | Гаспер Трдин     | Флаг Словении             | ЦОП     |
| 23    | Лука Жинко       | Флаг Словении             | ЦОП     |
| 11    | Нсана Симон      | Флаг Франции              | ЦП      |
| 17    | Андраж Кирм      | Флаг Словении             | ЦП      |
| 21    | Миха Канчилия    | Флаг Словении             | ЛП      |
| 10    | Мартин Крамарич  | Флаг Словении             | ЦАП     |
| 26    | Санди Огринец    | Флаг Словении             | ЦАП     |
| 25    | Леон Север       | Флаг Словении             | ЦАП     |
| 9     | Грегор Байде     | Флаг Словении             | ЛВ      |
| 7     | Лорен Маружин    | Флаг Хорватии             | ПВ      |
| 24    | Амар Мемич       | Флаг Боснии и Герцеговины | НАП     |
| 6     | Митя Крижан      | Флаг Словении             | НАП     |